# Parabogidiella americana
Parabogidiella americana är en kräftdjursart som beskrevs av John R. Holsinger 1980. Parabogidiella americana ingår i släktet Parabogidiella och familjen Bogidiellidae. Inga underarter finns listade i Catalogue of Life.